# 蒋超良
蒋超良（1957年8月1日—），男，汉族，湖南汨罗人，中华人民共和国政治人物。1974年12月参加工作，1981年5月加入中国共产党。原湖南财经学院毕业，西南财经大学金融系在职研究生，高级经济师。中共第十八届中央委员会候补委员、第十九届中央委员会委员。曾长期在中国国有金融机构任职，先后担任交通银行董事长、国家开发银行行长、中国农业银行董事长、吉林省人民政府省长、中共湖北省委书记等职。2025年2月，因涉嫌严重违纪违法接受审查调查。

## 生平

### 早年经历
蒋超良是湖南省汨罗县界碑村（今汨罗市大荆镇）人。1974年12月，17岁的蒋超良进入湖南省岳阳工艺美术厂当工人；文化大革命结束，高考制度恢复后，于1978年8月考入湖南财经学院（2000年并入湖南大学）。大学毕业后，被分配到中国农业银行工作。蒋超良从总行计划部普通员工做起，十五年间，一路做到了国际业务部总经理；期间，他还曾于1993年9月至1996年7月，在西南财经大学金融系学习，是货币银行学专业的在职研究生。
在农行工作期间，蒋超良受到副行长戴相龙的赏识。1995年6月，戴相龙出任中国人民银行行长；一年后，蒋超良调任央行银行司副司长。1997年，亚洲金融危机爆发后，蒋先后被派往人民银行深圳分行和广州分行担任行长，协助时任中共广东省委常委、副省长王岐山，处置问题金融机构风险。2000年6月，任中国人民银行行长助理、党委委员兼办公厅主任、党委办公室主任、工会工作委员会主任，成为戴相龙的助手。
2002年9月，外放湖北省历练，出任湖北省人民政府副省长。

### 改造金融央企
2004年1月，国务院宣布决定，将进一步推进对国有独资商业银行进行股份制改造；当年5月，47岁的蒋超良出任交通銀行董事長、党委书记。任职期间，他主持完成了交行的财务重组任务，引进了汇丰银行等战略投资者，并使交行成功在香港联合交易所上市，成为首家登陆海外证券市场的中资银行。2008年9月，任国家开发银行股份有限公司党委副书记、副董事长兼行长；推进国开行由政策性银行转型为商业银行。
2011年11月，在离开农业银行15年后，回归农行，接替项俊波担任中国农业银行董事长。

### 地方任职
2014年8月底，任中共吉林省委副书记，并提名为吉林省人民政府省长候选人。2014年9月5日，吉林省十二届人大常委会决定任命其为吉林省代省长。2014年10月29日，吉林省第十二届人民代表大会第三次会议选举蒋超良为吉林省省长。2014年11月28日，吉林省第十二届人大常委会第十三次会议补选第十二届全国人民代表大会代表职务。
2016年10月，任中共湖北省委书记。2017年1月，當選湖北省人大常委會主任。2018年2月24日，当选为第十三届全国人大代表。
新冠肺炎事件期間，他因防疫不力等问题遭到中国网民批评。2020年2月13日，蒋超良被免去中共湖北省委书记一职，由时任中共上海市委副书记、上海市长应勇接任。同年3月6日，辞去湖北省人大常委会主任职务。

### 疫情之后
2020年10月29日，新闻联播报道画面中显示蒋超良以十九届中共中央委员的身份出席了中共十九届五中全会，这是蒋超良自2020年2月被免职后八个月以来首次出现在新闻画面中。
2021年8月20日，第十三届全国人民代表大会常务委员会第三十次会议任命蒋超良为全国人民代表大会农业与农村委员会副主任委员。
2023年3月，以2868票赞成、55票反对、16票弃权当选第十四届全国人大常委会委员。
2025年2月，因涉嫌严重违纪违法，接受中央纪委国家监委纪律审查和监察调查。3月，湖北省十四届人大常委会第十六次会议提请罢免蒋超良第十四届全国人民代表大会代表职务。4月30日，蒋超良的十四届全国人大代表资格终止，其十四届全国人大常委会委员、全国人大农业和农村委员会副主任委员职务相应撤销。